# Cattiva coscienza
Cattiva coscienza è un film del 2023 diretto da Davide Minnella.

## Trama
Filippo è un uomo generoso, avvocato impeccabile e fidanzato fedelissimo. La sua coscienza è Otto, un immortale, il più abile tra i gestori degli scrupoli altrui, coloro che controllano le azioni delle persone. Otto è in procinto di ricevere un premio per la sua bravura. Ma Filippo sfugge per qualche ora al controllo da remoto di Otto, e in quel breve tempo incontra Valentina, una ragazza incasinata che fa breccia nel suo cuore e lo spinge a buttare all'aria le nozze e la reputazione di bravo ragazzo. A Otto non resta che intervenire di persona assumendo sembianze umane e seducendo Valentina. Filippo li scopre a fare sesso, Otto gli spiega che lo ha fatto per mostrargli la vera natura della ragazza che rimane sconvolta. Filippo scappa via amareggiato, Otto lo raggiunge e lo convince a farsi perdonare dalla ex fidanzata Luisa. I due giovani si rimettono insieme e Otto sta per essere premiato quando, saputo che Valentina è in fin di vita per aver tentato il suicidio, scappa di nuovo e la porta in ospedale. Qui la presidente delle coscienze ferma il tempo e dice a Otto che deve tornare. Lui le risponde che non gli importa che diventerà mortale, vuole tornare uomo perché è innamorato anche a rischio di rimanere solo sulla terra, perché convinto che Valentina sarebbe sopravvissuta. Cambia scena, Valentina e Otto lasciano il funerale di Eriberto, l'uomo che aveva contribuito a farli innamorare. Otto dice a Valentina che la ama.

## Promozione
Il trailer ufficiale è stato pubblicato il 28 giugno 2023.

## Produzione
Le riprese sono iniziate l'8 novembre 2022 e sono terminate il 21 dicembre 2022. Il film è stato girato interamente a Roma.

## Distribuzione
Il film è stato presentato in anteprima assoluta al Taormina Film Festival il 28 giugno 2023 e distribuito nelle sale cinematografiche italiane a partire dal 19 luglio 2023. A dicembre dello stesso anno il film viene distribuito sulle piattaforme Prime Video, Sky e Now.